# 대림로 (서울)
대림로(大林路)는 서울특별시 영등포구 대림동 성원아파트 삼거리에서 동작구 신대방동 신대방역교차로까지 연결되는 도로이다.

## 경유지
서울특별시
- 영등포구
- 동작구

## 노선
- 대림정보문화도서관 - 서울신영초등학교 - 대림3동사거리 - 우성아파트사거리 - 서울대동초등학교 - 대림공원사거리 - 대림사거리 - 신대방역사거리

## 연결도로
- 도림로
- 디지털로
- 시흥대로
- 난곡로
- 신사로